# 5.ª Divisão de Montanha (Alemanha)
A 5ª Divisão de Montanha (em alemão:5. Gebirgs-Division) foi uma unidade militar que serviu no Exército alemão durante a Segunda Guerra Mundial.

## Comandantes
| Comandante                               | Data                                            |
| ---------------------------------------- | ----------------------------------------------- |
| General der Gebirgstruppen Julius Ringel | 1 de novembro de 1940 - 10 de fevereiro de 1944 |
| Generalleutnant Max Schrank              | 10 de fevereiro de 1944 - 18 de janeiro de 1945 |
| Generalmajor Hans Steets                 | 18 de janeiro de 1945 - 8 de maio de 1945       |

## Oficiais de operações
| Oberstleutnant Wilhelm Haidlen | 25 de outubro de 1940 - 20 de agosto de 1943    |
| Oberstleutnant Walter Koenig   | 20 de agosto de 1943 - 25 de fevereiro de 1944  |
| Oberstleutnant Erhard Pröhl    | 25 de fevereiro de 1944 - 10 de janeiro de 1945 |
| Major Franz Zintl              | 10 de janeiro de 1945 - maio de 1945            |